# Witold Pawelski
Witold Pawelski (ur. 1937 w Baranowiczach) – polski naukowiec, prof. dr hab. inż., specjalizujący się w dyscyplinach elektroniki i elektrotechniki.

## Życiorys
Ukończył studia magisterskie na Wydziale Elektrycznym Politechniki Łódzkiej w 1960 roku. Pracę zawodową rozpoczął w roku 1959 jako konstruktor w Łódzkich Zakładach Łączników Elektrycznych „Elan”. Od 1961 roku pracował nieprzerwanie do roku 2012 w Politechnice Łódzkiej, początkowo w Katedrze Elektroniki, przemianowanej ostatecznie na Instytut Elektroniki. Doktoryzował się u profesora Tadeusza Konopińskiego w 1968 roku, uzyskując stopień doktora nauk technicznych. Stopień doktora habilitowanego uzyskał w 1995 roku, a tytuł naukowy profesora w 2002 roku. W latach 1995–2003 był również zatrudniony w Katedrze Elektroniki Politechniki Lubelskiej, kierując tą katedrą od roku 1998 do 2003.
Specjalizował się w zakresie: energoelektronika, przyrządy półprzewodnikowe mocy i układy elektroniczne. Jest współtwórcą pionierskich w kraju publikacji i patentów z obszaru naukowego statycznych łączników półprzewodnikowych dużej mocy, teorii i techniki sterowania układów tyrystorowych oraz analizy i modelowania układów z tranzystorami IGBT. Był autorem trzech monografii naukowych, autorem i współautorem kilkudziesięciu publikacji naukowych i dydaktycznych. W ramach współpracy z przemysłem był współautorem ponad czterdziestu urządzeń prototypowych, wdrożonych w zakładach produkcyjnych oraz autorem lub współautorem siedemnastu opatentowanych wynalazków.

## Odznaczenia i nagrody
- Srebrny Krzyż Zasługi (1973 r.)[3]
- Nagroda Ministra Nauki Szkolnictwa Wyższego i Techniki (dwukrotnie w 1975 r.)[3]
- Złoty Krzyż Zasługi (1981 r.)[3]
- Medal za Zasługi w Walce o Niepodległość Polski i Prawa Człowieka 13 XII 1981 – 4 VI 1989 (2001 r.)[4]
- Krzyż Kawalerski Orderu Odrodzenia Polski (2002 r.)[3]
- Medal Komisji Edukacji Narodowej (2005 r.)[3]